# 1738 Oosterhoff
1738 Oosterhoff је астероид главног астероидног појаса чија средња удаљеност од Сунца износи 2,183 астрономских јединица (АЈ).
Апсолутна магнитуда астероида је 12,3.